# ویکتور دیدوک
ویکتور دیدوک (روسی: Виктор Иванович Дидук؛ زادهٔ ۸ ژوئیهٔ ۱۹۵۷) قایقران روئینگ اهل اتحاد جماهیر شوروی سوسیالیستی است.